# Thierbach (Penig)
Thierbach ist ein Ortsteil der sächsischen Stadt Penig im Landkreis Mittelsachsen. Gemeinsam mit seinem Ortsteil Zinnberg wurde Thierbach am 1. Januar 1999 nach Penig eingemeindet.

## Geografie
Thierbach liegt etwa 19,5 Kilometer westnordwestlich der sächsischen Großstadt Chemnitz am linken Ufer der Zwickauer Mulde. Über eine Fußgängerbrücke erreicht man den am anderen Ufer liegenden Ortsteil Zinnberg.
Nachbarorte von Thierbach sind Penig im Nordosten, Tauscha im Osten, Zinnberg im Südosten Dürrengerbisdorf im Südwesten sowie Markersdorf im Nordwesten.

## Geschichte

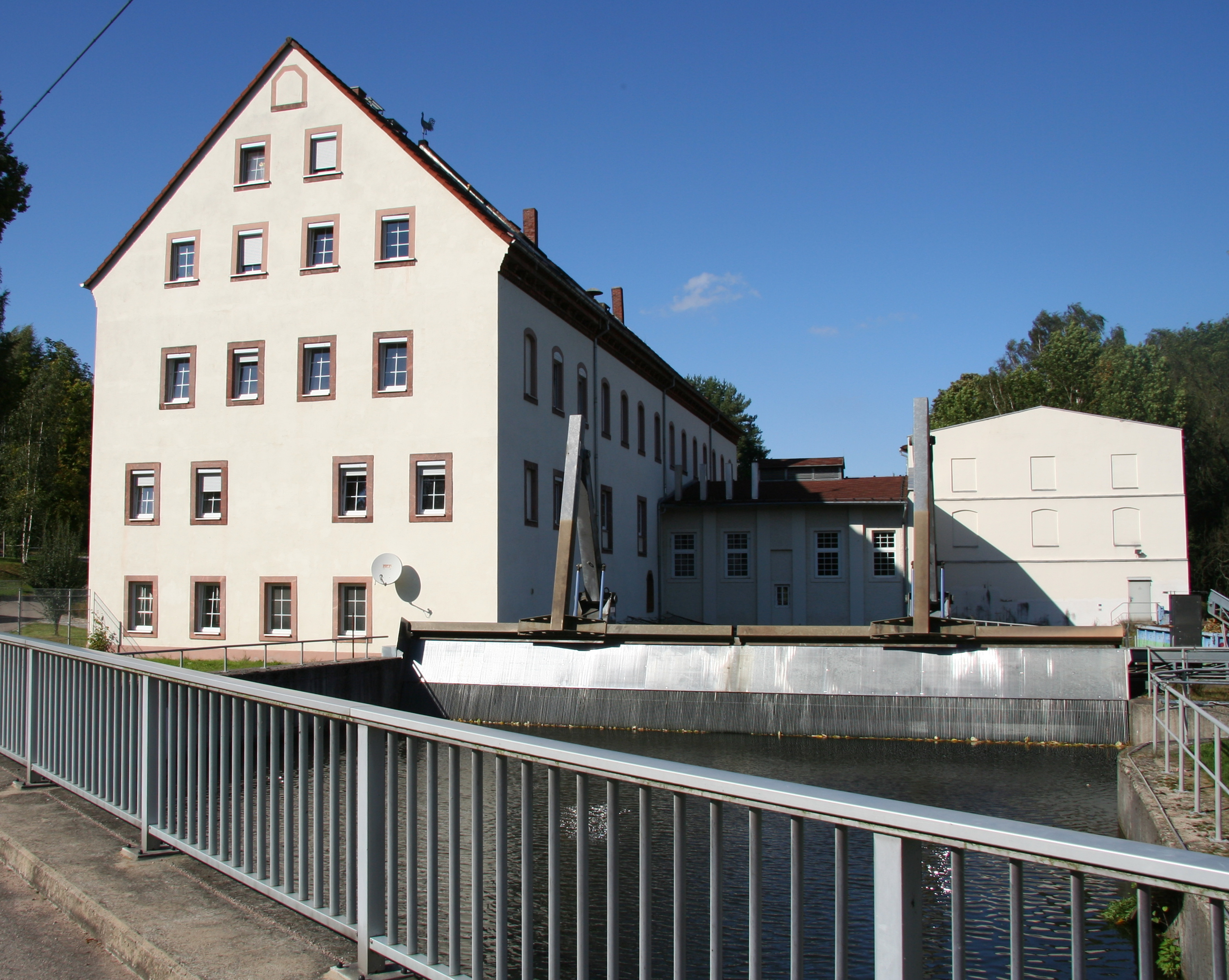
Alte Mühle an der Mulde

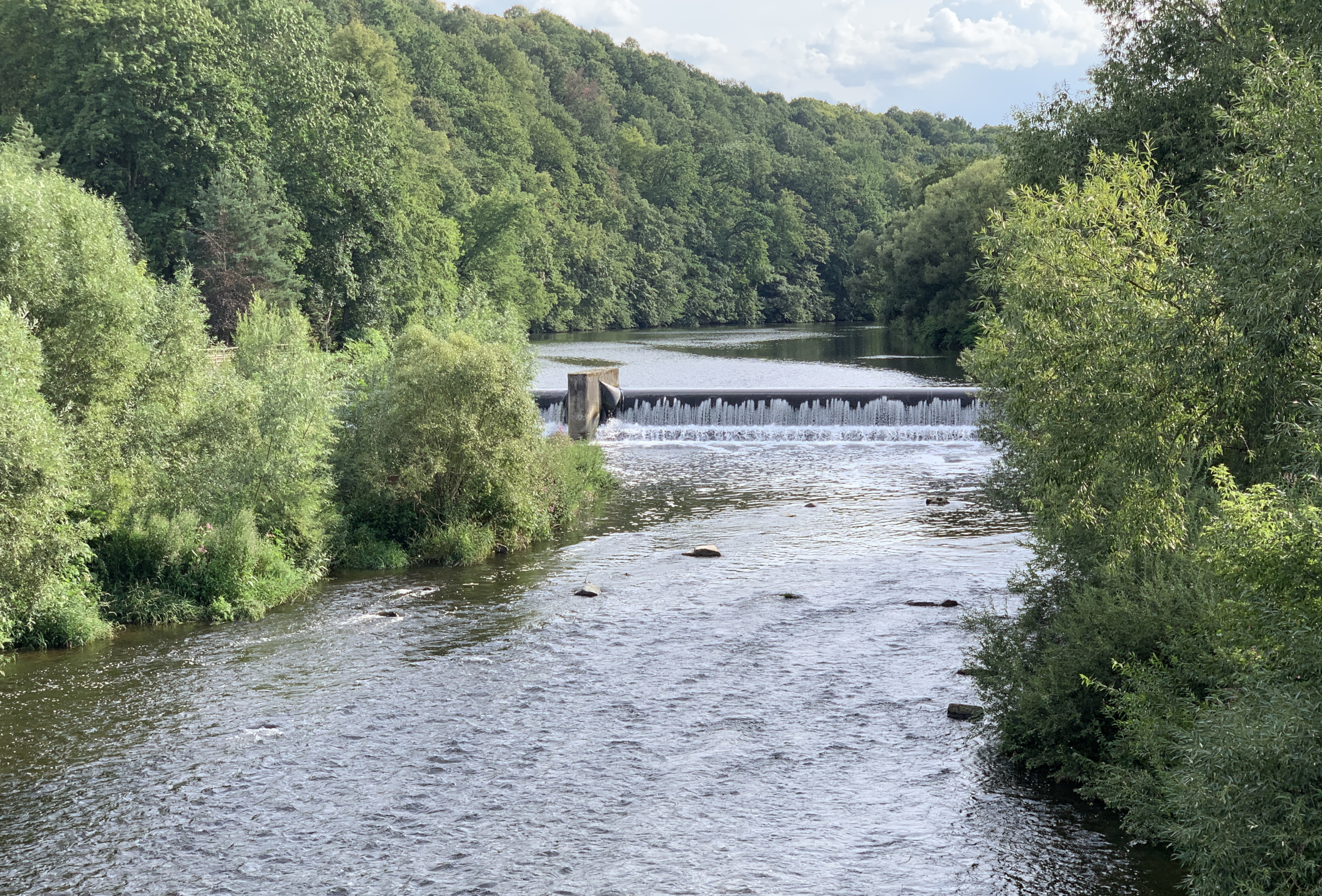
Muldewehr

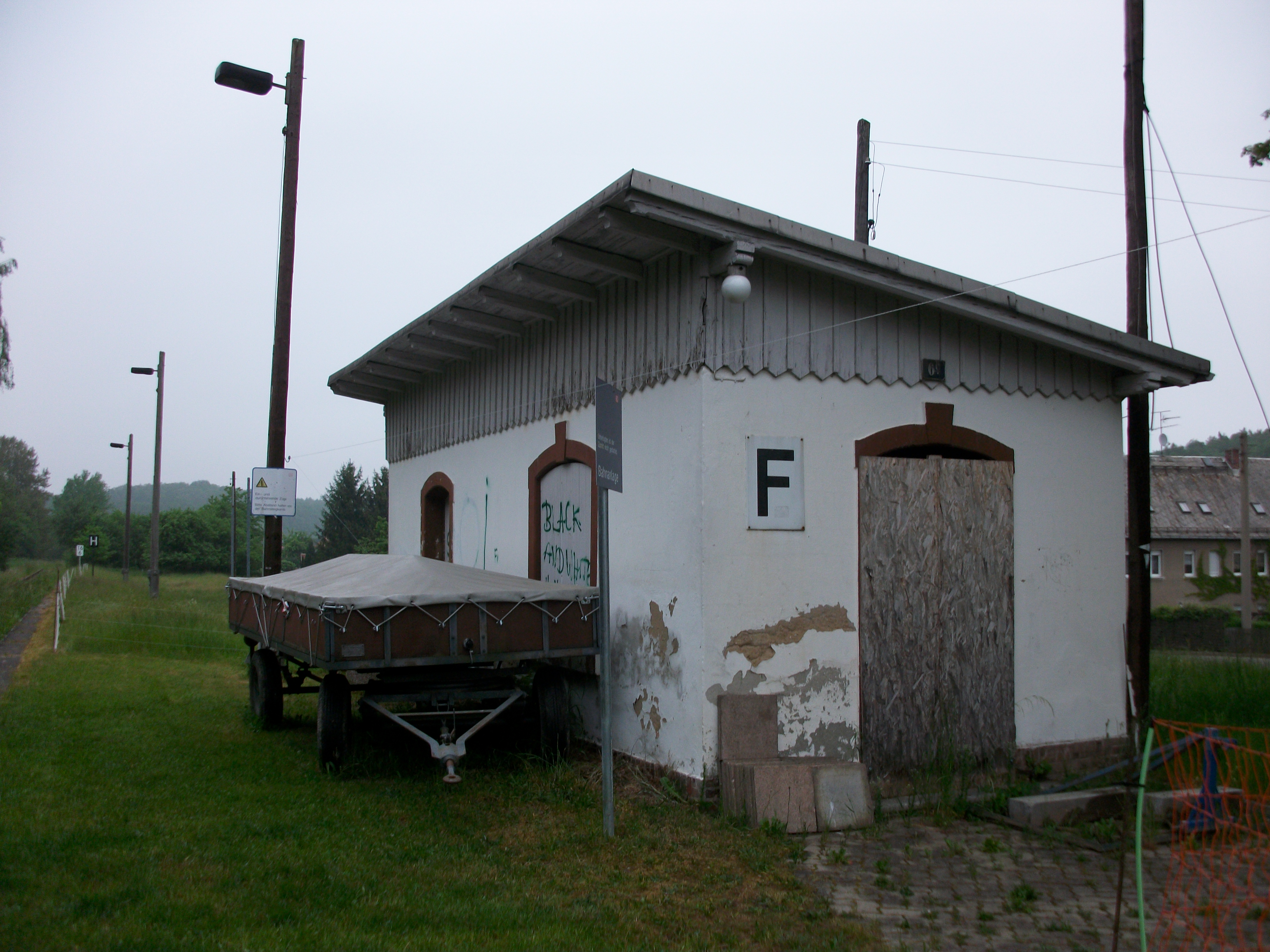
Haltepunkt Thierbach–Zinnberg, Wartehalle (2016)

Die erste eindeutig zuweisbare Ortsnamenform datiert von 1357 als Tyrbach, für 1277 wird ein Heinricus dictus de Thyrbach genannt, der Zusammenhang zum Ort ist jedoch unsicher.
August Schumann nennt 1824 im Staats-, Post- und Zeitungslexikon von Sachsen Thierbach betreffend u. a.:

„[…] ein Dörfchen, welches mit Obergerichten beim Amte Rochsburg unmittelbar, also dem Grafen Ernst von Schönburg-Rochsburg, mit Erbgerichten hingegen dem dasigen Rittergute zugehört, welches letztere an sich bei der Schönburgischen Gesamtregierung zu Lehn geht, jedoch hinsichtlich der obersten Gerichtsbarkeit als ein neuschriftsässiges Gut im Bezirk des Amtes Zwickau betrachtet wird. Das Mühlengut aber, ist königliches Lehn, und gehört unter das Amt Leißnig, dessen entlegensten Zubehör es bildet. […] Das Dörfchen enthält gegen 25 Häuser, 120 Bewohner und eine Bleiche, aber kein Bauerngut, und ist nach Penig gepfarrt.“

1881 erhielt Thierbach mit der Ladestelle „Thierbach“ Eisenbahnanschluss an der Strecke Glauchau–Wurzen. Bis zum 8. Mai 1909 wurden hier ausschließlich Güter abgefertigt, ab diesem Zeitpunkt die Personenabfertigung an der nunmehr als Haltepunkt klassifizierten Station „Thierbach-Zinnberg“ aufgenommen und gleichzeitig die Güterabfertigung eingestellt. Der Personenverkehr auf dieser Strecke wurde am 13. August 2002 wegen Hochwasserschäden sowie des dringend sanierungsbedürftigen Zustands verschiedener Trassenbauwerke eingestellt.
Im Bereich der Mühle an der Mulde wurde ab 1920 das Elektrizitätswerk Penig eingerichtet, welches 1924 ausgebaut und erweitert wurde. Die zum Teil verrottete Mulden-Wehranlage aus dem Jahre 1926 wurde nach der politischen Wende 1990 durch ein modernes Schlauchwehr ersetzt. Nach 14-monatiger Bauzeit und mehr als 4 Mio. DM Baukosten, konnte die Anlage am 21. November 1994 übergeben werden. In ihren Ausmaßen von 2 × 24 Metern Staubreite und 2 Metern Stauhöhe können mit 1750 Megawattstunden jährlich nahezu 800 Haushalte mit Strom versorgt werden.
1949 wurde das am gegenüberliegenden Muldenufer liegende Zinnberg eingemeindet. Markersdorf folgte 1964. Am 1. Januar 1999 wurde Thierbach mit seinen damaligen Ortsteilen nach Penig eingemeindet.

## Entwicklung der Einwohnerzahl
| Jahr | Einwohnerzahl                           |
| ---- | --------------------------------------- |
| 1551 | 11 Inwohner                             |
| 1764 | 12 besessene Mann, 6 Häusler, 4 ¾ Hufen |
| 1834 | 145                                     |
| 1871 | 133                                     |

| Jahr | Einwohnerzahl |
| ---- | ------------- |
| 1890 | 189           |
| 1910 | 215           |
| 1925 | 189           |
| 1939 | 193           |

| Jahr   | Einwohnerzahl |
| ------ | ------------- |
| 1946   | 314           |
| 1950 1 | 925           |
| 1964 2 | 787           |
| 1990 2 | 550           |